# Данаєв Андрій Валерійович
Андрій Валерійович Данаєв (нар. 1 вересня 1979, Душанбе, Таджицька РСР) — український футболіст, нападник. Після вторгнення російських військ на Донбас почав грати у так званому «чемпіонаті ЛНР з футболу».

## Життєпис
Футбольну кар'єру Андрій розпочав у луганській «Зорі», де виступав у юнацькій команді. У дорослому футболі виступав з 1996 року в луганському «Метизі» в чемпіонаті Луганської області. Потім виступав у білоруському клубі «Ведрич-97». З 1998 по 1999 рік захищав кольори українських команд СК «Миколаїв» та «Юніор» (Луганськ). Потім виїхав до Польщі, де в 1999 році став гравцем вищолігового ГКС (Белхатув), у польській Екстраклясі зіграв лише 1 матч, 29 травня 1999 року провів на полі 7 хвилин у нічийному (1:1) поєдинку проти «Одри» (Водзіслав-Шльонський). Наступний сезон провів у клубах другої ліги польського чемпіонату з Західної Померанії: «Померанія» (Поліце) та «Одра» (Щецин). Потім виступав у третьоліговій «Кашубії» (Косьцежина), де виступав до кінця 2000 року. Навесні 2001 року перейшов до «Лехії/Полонія» (Гданськ). Того ж року повернувся до України, де виступав за луганську «Агату». У 2002 році виїхав до Казахстану, де виступав у колективі місцевої першої ліги «Каспій» (Актау). Однак у Середній Азії надовго не затримався й зігравши 1 матч переїхав до Росії, де в 2002 та 2003 роках виступав за аматорський колектив «Мир-Донгазвидобування» (Сулин). Окрім цього з 2002 по 2004 рік виступав за луганські аматорські клуби ФКЛ «Інтер» та «Агата». У 2004 році потрапив до перспективної алчевської «Сталі», якій у 2005 році допоміг вийти до Вищої ліги. В осінній частині сезону 2005/06 років виступав в оренді у вірменському клубі «Бананц» (Єреван). Влітку 2006 року зіграв 1 поєдинок за луганську «Агату», після чого перейшов до ужгородського «Закарпаття». По завершенні сезону виїхав до Азербайджану, де став гравцем «МКТ-Араз» (Імішлі), а потім «Сімург» (Загатали). Влітку 2008 року повернувся до України, де захищав кольори аматорського клубу «Металург-НПВК» (Лутугіно), а також професіональних клубів «Комунальник» (Луганськ) та ФК «Полтава». З 2010 року виступав у свердлвському «Шахтарі». У 2011 році виступав у ФК «Попасна» в аматорському чемпіонаті України. З 2012 по 2014 рік захищав кольори ФК «Антрацит» у чемпіонаті Луганської області.
Після вторгнення російських військ на Донбас почав грати у так званому «чемпіонаті ЛНР з футболу», де захищав кольори фейкових клубів «Заря-сталь» (Луганськ), «Спартак» (Луганськ) та «Далєвєц» (Луганськ). При цьому розпочав тренерську кар'єру: у 2016 році очолював «Спартак» (Луганськ), а наступного року допомагав тренувати «Далєвєц».